# Karl Wiechert
Karl Wiechert (* 2. Januar 1899 in Hannover; † 16. Januar 1971 ebenda) war ein deutscher Politiker (SPD), Journalist und Oberstadtdirektor von Hannover.

## Leben
Karl Wiechert besuchte die Realschule, die Städtische Höhere Handelsschule in Hannover sowie die Leibniz-Akademie.
Anschließend durchlief er eine kaufmännische Lehre.
Nachdem er als Soldat im Ersten Weltkrieg gekämpft hatte, wurde er im Jahr 1919 Mitglied der SPD und seitdem für diese politisch tätig. Parallel dazu war er von 1919 bis 1930 im Exporthandel mit Indien tätig.
Während seiner Tätigkeit im Exporthandel wirkte Wiechert in den Jahren 1924 bis 1930 als Prokurist einer Einkaufsgesellschaft. Von 1929 bis 1933 wirkte er zudem im hannoverschen Bürgervorsteherkollegium.
Erste journalistische Erfahrung sammelte er als freier Journalist ab 1930, vor allem beim Volkswillen, einer sozialdemokratisch ausgerichteten hannöverischen Zeitung.
Spätestens nach der Machtergreifung durch die Zeit des Nationalsozialismus im Jahr 1933 wurde Wiechert politisch verfolgt.
Von 1935 bis hinein in das Jahr der stärksten Luftangriffe auf Hannover während des Zweiten Weltkrieges 1943 arbeitete Wiechert als Werbeberater. Im Jahr 1943 wurde er „dienstverpflichtet“ zu einer Tätigkeit in einer Metallwarenfabrik. Nach dem gescheiterten Attentat auf Hitler am 20. Juli 1944 wurde Wiechert im Rahmen der Aktion Gewitter verhaftet und musste mehrere Wochen im KZ Neuengamme verbringen.
Nach der Kapitulation Deutschlands war er ab 1945 zunächst Mitglied des durch die britischen Militärbehörden ernannten, dann des gewählten Rates der angehenden Landeshauptstadt Hannover. In diesem Zeitraum wirkte er in den Jahren 1946 bis 1949 als Sprecher beziehungsweise Vorsitzender der SPD-Fraktion. Am 20. Oktober 1949 wurde er zum Nachfolger Gustav Bratkes als Oberstadtdirektor Hannovers ernannt. Dieses Amt übte er bis 30. Mai 1963 aus, als er zugunsten eines Landtagsmandats zurücktrat, das er bei der Landtagswahl in Niedersachsen 1963 errang. Sein Nachfolger wurde Martin Neuffer.
Im Landtag war er noch bis Juni 1970 vertreten.
Parallel zu seinen politischen Ämtern arbeitete Karl Wiechert in der frühen Nachkriegszeit ab dem Jahr 1945 zunächst as Lokalredakteur beim Neuen Hannoverschen Kurier, ab 1946 als Lokalchef und bis 1949 schließlich als stellvertretender Chefredakteur der Hannoverschen Presse.
Wiechert beteiligte sich auf allen kommunalen Gebieten, im Städtetag und in Aufsichtsräten, für die Messe, im Verwaltungsrat der Landesbank, in der Erwachsenenbildung, im Deutschen Roten Kreuz und in kulturellen Vereinen.
Zu seinen politischen Leistungen als Oberstadtdirektor zählen unter anderem die Eröffnung des Flughafens Hannover-Langenhagen, der Wiederaufbau des Leineschlosses, die Einweihung des Niedersachsenstadions, der Bau des Krankenhaus Oststadt, die Gründung der Medizinischen Hochschule Hannover (MHH), der Ausbau des Kraftwerks Herrenhausen und die Städtepartnerschaft mit der französischen Stadt Perpignan. In seine Amtszeit fiel zudem das am 14. Dezember 1962 in Kraft getretene Gesetz zur Neuordnung des Großraums Hannover.
Außerdem setzte sich Wiechert für die Förderung der Stadtbibliothek, der Museen und der bildenden Künste ein.
Karl Wiechert war verheiratet und hatte drei Kinder.
Sein Grabmal findet sich auf dem Stadtfriedhof Engesohde.

## Ehrungen
Für seine politischen Tätigkeiten erhielt Karl Wiechert mehrere Auszeichnungen, darunter
- 1963
  - das Große Bundesverdienstkreuz[1]
  - sowie die Stadtplakette.[1]

## Würdigungen
- Wiechert zu Ehren wurde 1972 die an der MHH in Hannover vorbeiführende Hauptverkehrsstraße, zuvor ein Teil der Roderbruchstraße von der Kirchröder Straße bis zum Weidetorkreisel, in Karl-Wiechert-Allee umbenannt.[1]